# Szavangvatthana laoszi király
Szavangvatthana (Luangprabang, 1907. november 13. – Szop Hao, Laosz, 1980. márciusa körül) laoszi király, ügyvezető laoszi miniszterelnök, az egyesült Laosz második királya. A Kunlo-dinasztia tagja.

## Élete
Sziszavangvong laoszi király (1885–1959) és Kamavani Tongszi királyné (1885–1915) elsőszülött fia. 1907. november 13-án született Luangprabangban, a királyi palotában. A francia gyarmati uralom alatt levő Laosz trónörökösét Franciaországba küldték, ahol tanulmányokat folytatott a Montpellier-i Líceumban, és a párizsi Politikai és Tudományos Iskola (L'École Sciences et Politiques) hallgatója is volt.
1930. augusztus 7-én Luangprabangban feleségül vette Kampuji hercegnőt (1912–1981 körül), Kampana herceg lányát. A házasságukból hat gyermek, négy fiú és két leány született.
1941 és 1949 között ő vezette a Titkos Tanácsot. A II. világháború idején, 1945. április 7-én a japánok elfoglalták a Luangprabang Királyságot. Másnap, 1945. április 8-án megszűntnek nyilvánították a francia protektorátust, és kikiáltották a függetlenséget. A japánok Szavangvatthana trónörököst Szaigonba deportálták, mivel a japánok elleni felkelésre buzdította a népét 1945 májusában. A japán uralom 1945. augusztus 27-éig tartott. 1945. szeptember 15-én kikiáltották az egyesült Laoszi Királyságot. 1945. november 10-én Szavangvatthana herceget megfosztották trónörökösi címétől. 1946. április 23-án a franciák újból bevezették a protektorátust, és a herceget újra trónörökösnek ismerték el. 1946. augusztus 27-én a franciák elismerték Laosz egyesítését, majd 1949. július 19-én Franciaország társult államaként részleges függetlenséget nyert el. 1951. szeptember 8-án Szavangvatthana írta alá Japánnal a II. világháborút lezáró békeszerződést San Francisco városában. 1951 októbere és novembere között a trónörökös ügyvezető miniszterelnökként tevékenykedett. Az ország végül 1953. október 22-én nyerte el Franciaországtól a teljes függetlenségét. 1959. augusztus 20-án Laosz régensévé nevezték ki apja, Sziszavangvong király helyettesítésére, aki megromlott egészségi állapota miatt nem tudta betölteni hivatalát, és hamarosan, 1959. október 29-én meg is halt. Ekkor Szavangvatthana herceget királlyá kiáltották ki.
1975-ben a kommunista hatalomvétel után 1975. november 29-én lemondásra kényszerítették, és 1975. december 2-án kikiáltották a Laoszi Népi Demokratikus Köztársaságot. 1975 és 1977 között a kommunista hatalom főtanácsadóként alkalmazta, majd 1976-tól házi őrizet alá helyezték, végül 1977. március 11-én a királyt és családját átnevelő táborba zárták az északkelet-laoszi Huapan tartományban, és utána nem jött több hír felőle. Állítólag 1980 márciusában az 1-es táborban, Szop Haoban halt meg az éhségtől és az elégtelen orvosi ellátástól. A király, Kampuji királyné és Vongszavang trónörökös (1931–1978 körül) halálát a kommunista hatóságok vonakodva ugyan, de elismerték egy párizsi sajtókonferencián 1989. december 17-én. A haláluk pontos okát és időpontját még mai napig nem tudhatjuk.
A laoszi királyi ház feje napjainkban Szavangvatthana király unokája és Vongszavang trónörökös legidősebb fia, Szulivongszavang herceg, akinek sikerült 1981-ben kalandos úton megszöknie az öccsével Laoszból, miközben a Mekong-folyón banánfatutajon utazva Thaiföldre menekültek. Franciaországban él jelenleg, és a száműzetésben tevékenykedő Királyi Tanács 1997-ben nagyapja örökösének ismerte el.

## Gyermekei
- Feleségétől, Kampuji laoszi királynétól (1912–1981 körül), 6 gyermek:
  - Vongszavang (1931. szeptember 27. – 1978. május 2. körül) trónörökös, feltehetően a Huapan tartománybeli Viengszai 1-es táborában halt meg, felesége Manikjalani hercegnő (1941. december 29. –), Kampanpanja herceg lánya, 7 gyermek, többek között:
    - Szulivongszavang (1963. május 8. –) a laoszi királyi ház feje 1978/1980-tól, felesége, Csandraszukra hercegnő (1946. június 9. –), Tanszuktala herceg lánya

  - Szavivanszavangmanivong hercegnő (1933 – Nizza, 2007. január 5.), 1975-ben elmenekült Laoszból, és Franciaországban telepedett le, férje apai nagybátyja, Szisumangmanivong herceg (1932. február 24. –), Sziszavangvong laoszi király fia, 10 gyermek
  - Talaszavang hercegnő (1935. január 10. – Nizza, 2006. április 14.), 1975 novemberében letartóztatták, és 1987-ig fogva tartották, férje Sziszupanuvong Sziszaleumszak herceg (1931. augusztus 16. –), 6 gyermek
  - Sziszavang herceg (1935. december – 1977. június/1978. szeptember), feltehetőleg a Huapan tartománybeli átnevelő táborban halt meg, ahol szökési kísérlet miatt kivégezték, felesége Mekamharadzsani hercegnő (1942–), Buvanavatthana Burattana herceg lánya, 7 gyermek
  - Szaurjavongszavang herceg (1937. január 22. –), 1975 novemberében a Mekong-folyót átúszva Thaiföldre menekült, és előbb apja, majd unokaöccse nevében régensként működött, majd a laoszi királyi ház helyettes vezetője lett, a száműzetésben levő Királyi Tanács elnöke, Szavangvatthana király egyetlen, még élő gyermeke, felesége Daravani hercegnő (1946. október 10. –), Rattanapanja herceg lánya, 4 gyermek
  - Keuszavang herceg ( – 1998 szeptember előtt), Laoszban maradt a kommunista hatalomátvétel után is, nem nősült meg